# Comté de Spokane
Le comté de Spokane (anglais: Spokane County) est un des 39 comtés de l'État américain de Washington. Son siège est Spokane. Selon le recensement de 2000, sa population est de 446 714 habitants.

## Géolocalisation
| Comté de Stevens | Comté de Pend Oreille | Comté de Bonner (Idaho)   |
| Comté de Lincoln | Comté de Spokane      | Comté de Kootenai (Idaho) |
|                  | Comté de Whitman      | Comté de Benewah (Idaho)  |

## Transports
- Interstate 90
- United States Highway 2
- United States Highway 195
- United States Highway 395

## Villes
- Airway Heights
- Cheney
- Country Homes
- Deer Park
- Dishman
- Fairchild AFB
- Fairfield
- Fairwood
- Greenacres
- Latah
- Liberty Lake
- Medical Lake
- Millwood
- Opportunity
- Otis Orchards-East Farms
- Rockford
- Spangle
- Spokane
- Spokane Valley
- Town and Country
- Trentwood
- Veradale
- Waverly